# Xul Zolar
Xul Zolar ist eine Band aus Köln. Ihre Musik wird dem Synthie-Pop/New Wave zugerechnet.

## Geschichte
Die Band wurde 2011 von Sänger Ronald Röttel und Gitarrist Marin Geier gegründet, nachdem diese sich in einem Kölner Club kennengelernt hatten. Nach kurzer Zeit stieß Schlagzeuger Tim Gorinski zur Band, die sich von nun an Xul Zolar, nach dem argentinischen Maler Xul Solar, nannte. In dieser Konstellation spielte die Band ihre ersten Konzerte, unter anderem im Vorprogramm von Future Islands.
2012 erfolgte die Veröffentlichung einer ersten Vinyl-Single im Eigenvertrieb. Außerdem belegte die Band den dritten Platz bei dem in diesem Jahr zum ersten Mal verliehenen Pop-NRW Preis. Anschließend begab sich die Band mit den Kölner Produzenten Jochen Naaf und Sven Ludwig ins Studio, um die Single Hex aufzunehmen, die 2013 ebenfalls in Eigenregie auf Vinyl veröffentlicht wurde.
Es folgten Auftritte auf namhaften Festivals wie dem MS Dockville, dem Immergut Festival, dem Reeperbahn Festival und anderen.
2015 veröffentlichte die Band auf dem gemeinsam mit ihrem Management gegründeten Label Asmara Records die EP Tides, die wiederum von Jochen Naaf und Sven Ludwig produziert wurde und gute Kritiken erhielt. So gab etwa Daniel Ibald in seiner Rezension auf Tonspion der EP 6 von 6 Punkten und verglich die Musik der Band mit der von Talking Heads oder Yeasayer.
Die Veröffentlichung der Tour wurde gefolgt von einigen Konzerten in Frankreich, der Schweiz und Italien im Vorprogramm der belgischen Band Balthazar.
Im Januar 2018 veröffentlichte die Band ihr Debütalbum Fear Talk, wieder über Asmara Records und im Vertrieb von Rough Trade, das von der Presse sehr positiv aufgenommen wurde. Philipp Kressman nennt das Album in seiner Rezension für das Spex Magazin „ein fast zu perfektes Debüt-Album“ und zieht Vergleiche zu Phil Collins oder den Pet Shop Boys, während Daniel Gerhardt auf Zeit Online die Musik von Fear Talk in der Tradition der britischen Musikers Jai Paul verortet.
Das Album wurde vom Kölner Marvin Horsch produziert und von Jan Philipp Janzen (Schlagzeuger der Band Von Spar) und Marius Bubat gemischt. Das Cover zeigt eine Fotografie eines Kunstwerks des Düsseldorfer Andreas-Gursky-Schülers Peter Causemann.
Im September 2019 veröffentlichte die Band eine EP mit dem Titel Nightfalls und ging anschließend auf Tour durch Deutschland und die Schweiz. Die Singleauskopplung Your Ways wurde dabei über das französische Label Kitsuné veröffentlicht.

## Diskografie
Alben
- 2018: Fear Talk (Asmara Records / Rough Trade)

EPs
- 2015: Tides (Asmara Records / Rough Trade)
- 2019: Nightfalls (Asmara Records / Rough Trade)

Singles
- 2012: Eternal Love / Goa Bay (Eigenvertrieb)
- 2013: Hex (Eigenvertrieb)